# Medal im. dr. Henryka Jordana
Medal im. dr. Henryka Jordana – odznaczenie nadawane przez Towarzystwo Przyjaciół Dzieci (TPD) za szczególne zasługi dla rozwoju opieki zdrowotnej i upowszechnianie kultury fizycznej wśród dzieci i młodzieży. 
Medal im. dr. Henryka Jordana został ustanowiony w 1974 jako najwyższe odznaczenie TPD. Przyznawany za systematyczną pracę lub wybitne zasługi na polu rekreacji i usportowienia dzieci i młodzieży, między innymi w organizowaniu rekreacji w czasie wakacji i ferii. Medal jest jednostopniowy. 
Medal ten otrzymało do tej pory (2005) ponad 5 tys. osób.

## Opis odznaki
Odznaką jest okrągły brązowy medal o średnicy 31 mm. Na awersie znajduje się popiersie dr. Henryka Jordana, na rewersie monogram TPD, na którym znajduje się napis w trzech wierszach: „MEDAL – IM. DR. HENRYKA – JORDANA”. 
Medal jest zawieszony na wstążce szerokości 30 mm koloru błękitnego z białym szerokim pionowym paskiem pośrodku lub na metalowej zawieszce o wymiarach 24 x 17 mm w tych samych kolorach.